# 法蘭酥
法蘭酥（ferratella、pizzella；複數型：ferratelle、pizzelle），屬於華夫餅的一種，是由麵粉、雞蛋、糖、奶油或植物油和調味品（通常是茴香或茴香酒，偶爾是香草或檸檬皮）製成的傳統義大利餅乾。根據成分和製備方法，法蘭酥可以是堅硬脆脆或柔軟耐嚼的。它可以被塑造成各種形狀，包括煎餅卷的形狀。ferratella/ferratelle這個詞來自於製作過程中所使用的加熱鐵製工具（在義大利語中ferro-，指鐵）。

## 簡介
法蘭酥發源於奧爾托納，在義大利中部的阿布魯佐大區。這個名字來源於義大利語中的「圓」和「扁」，如同披薩。歐洲有許多其他文化已經發展出類似賽爾脆餅的零食（例如，挪威的克魯姆克）。據了解，法蘭酥是最古老的餅乾之一，從古羅馬的就開始有這樣的食物存在並持續發展。
法蘭酥的製作通常使用麵粉、糖、雞蛋和黄油，再加上香料等拌成麵糊，放入專用烤盤加熱壓烤即成。其口感可因應不同做法和材料而做出爽脆、鬆軟、有嚼勁等。法蘭酥也可製成不同造型，如扁平的薄脆餅、捲起如蛋卷，或將其中央部份稍稍壓陷成為盛放美味雪糕的容器等，創造出不同食法。
法蘭酥在聖誕節和復活節期間很受歡迎。在義大利婚禮中也經常出現，是歐洲婚禮很受歡迎的喜餅點心之一。

## 現狀
法蘭酥可以在家中自己製作，或者在手工餅乾專賣店、下午茶點店購買。法蘭酥因現今的環境不同，而有製作與配方上的創新改良。

### 腳註
1. ↑  .   [2023-12-23]. （原始内容存档于2023-12-23）.
2. ↑  . etymonline.   [2023-12-23]. （原始内容存档于2023-12-23）.
3. ↑  Prodottitipici.com, Molise - Dolci e Gelati - Torte e Ciambelle: Ferratelle (Cancelle, Pizzelle) （页面存档备份，存于） （意大利文）.

### 其他
- "Pizzelle Traditions." Chef’s Choice.
- Stradley, Linda. "History of Cookies." （页面存档备份，存于） What’s Cooking America.